# Hygge

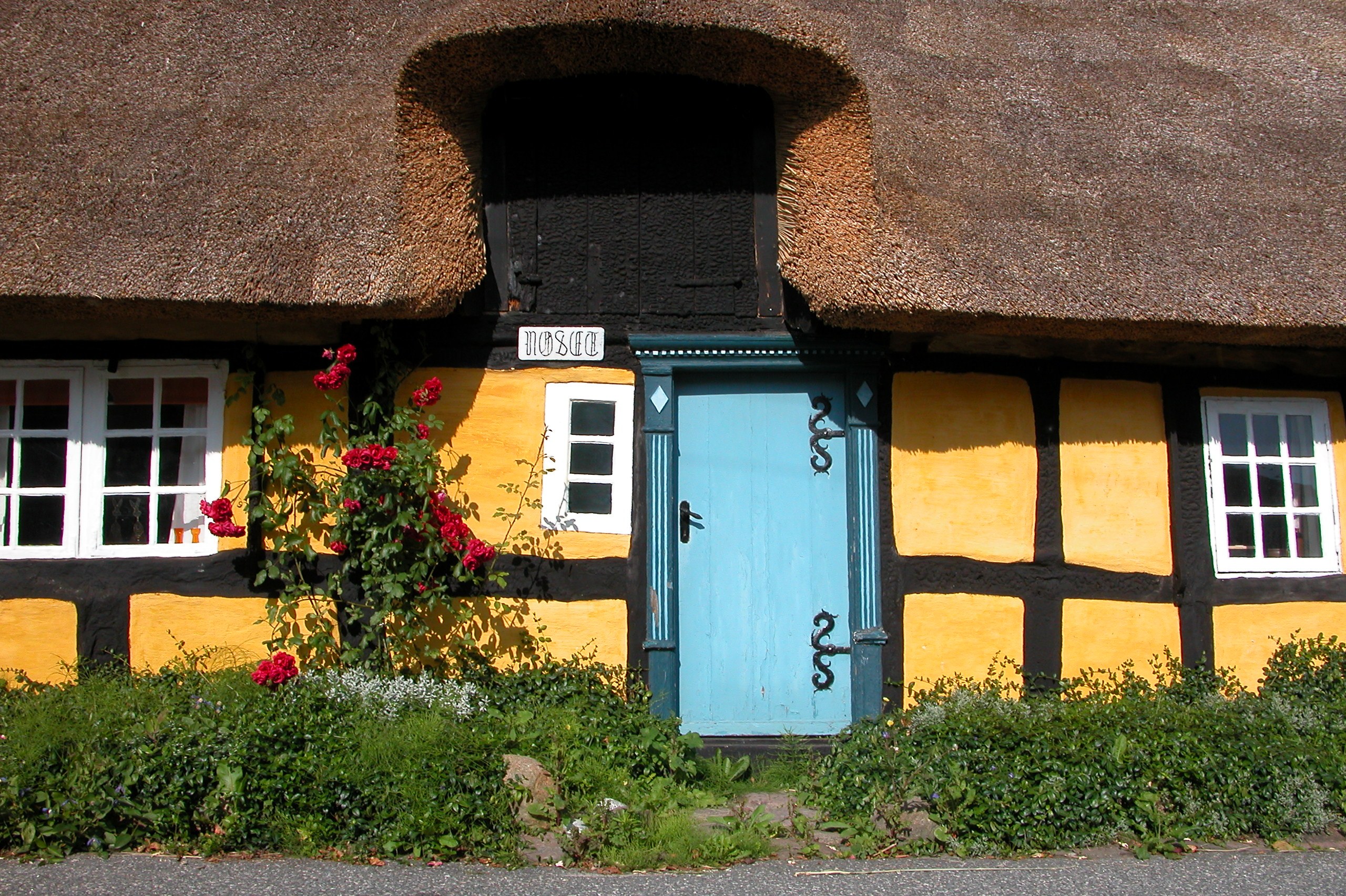
"Wat wonen jullie toch gezellig"

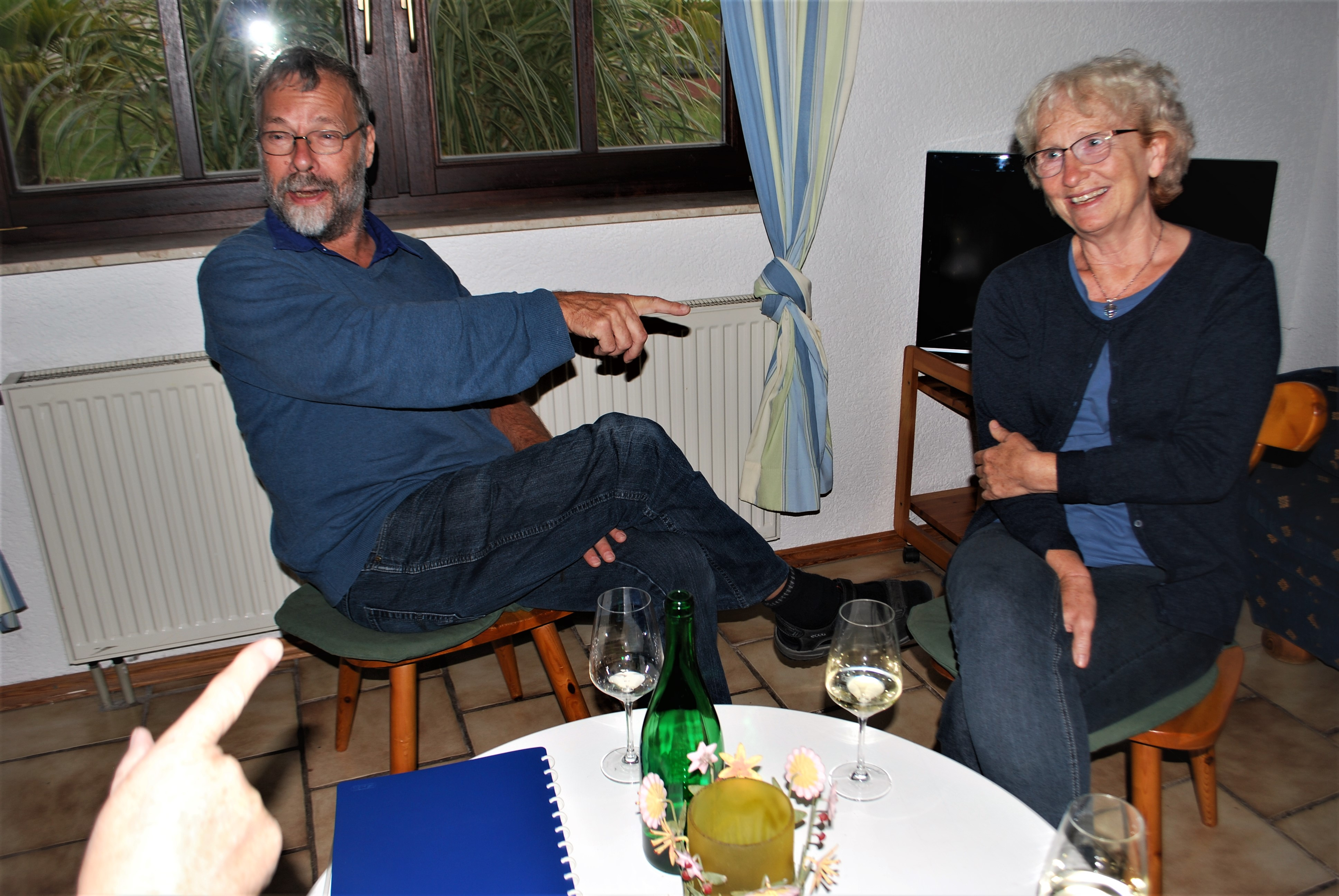
"We hebben het enorm gezellig"

Het woord Hygge (Deense uitspraak: huuge) is afkomstig uit het Noors en het Deens en het is de Scandinavische variant van de Nederlandse begrippen gezelligheid en knusheid. Het wordt vooral in Denemarken vaak beschouwd als een van de belangrijkste uitdrukkingen van de nationale volksaard.

## Betekenis
De Denen gaan er vaak van uit dat het onmogelijk is het begrip hygge te vertalen. Toch komt de betekenis van het Nederlandse begrip gezelligheid redelijk dicht in de buurt. Net als het Nederlandse gezelligheid heeft hygge te maken met gezelschap, een sfeer of een interieur. Vaak ook zorgen eten en drinken voor hygge. Verder kan hygge net als in het Nederlands ook op een sarcastische manier gebruikt worden.
Het werkwoord dat bij hygge hoort is at hygge sig. Dit is iets moeilijker te vertalen en betekent zoiets als het gezellig hebben, zich vermaken of het naar de zin hebben. Het  bijvoeglijk naamwoord dat bij hygge hoort is hyggelig, dat bijna hetzelfde betekent als het Nederlandse woord gezellig.
Uhyggelig
Het tegenovergestelde van hyggelig is uhyggelig. Dit betekent echter niet ongezellig, maar 'akelig' of 'griezelig'; in Nederland gebruikt men daarvoor vaak een Duits woord: unheimlich of de Nederlandse versie daarvan: unheimisch.

## Volksaard
In Denemarken beschouwt men hygge, samen met Janteloven, als een van de belangrijkste uitdrukkingen van de Deense mentaliteit en volksaard. Denen beschouwen hygge als iets typisch Deens en zien het vaak als onderdeel van hun nationale identiteit. Voor veel Denen is julehygge, de gezelligheid rond Kerstmis, een van de hoogtepunten van het jaar. Toch heeft hygge niet alleen positieve connotaties. Zo noemen Denen hun land soms heel ironisch een hyggeland (een gezellig land) om aan te geven dat niet altijd alles even goed gaat met hun land.

## Citaten
- "Hygge is een toestand die je ervaart als je in harmonie bent met jezelf, je echtgenoot, de belastingdienst en je ingewanden" - Tove Ditlevsen.
- "Hygge geeft een kijkje in een Deens volkstrekje dat je zowel positief als negatief kunt duiden. Ook al stort de wereld om je heen in elkaar, je kunt altijd gezellig binnen gaan zitten met een taartje" - Stine Jensen.

## Etymologie
Het Deense woord hygge is in de negentiende eeuw geleend van het Noorse hygge, dat van oorsprong iets betekende als troosten. Het Noorse hygge komt van het Oudwestnoordse hyggja, dat 'denken, menen' of 'zich tevreden voelen' betekende. In modern Noors heeft het ongeveer dezelfde betekenis als in het Deens, maar in Noorwegen wordt hygge niet zo sterk gezien als uitdrukking van de volkscultuur als in Denemarken.

## Gebruik
Voorbeelden van het gebruik van hygge:
- Vi hygger os enormt. (We hebben het enorm gezellig.)
- Hvor bor I dog hyggeligt! (Wat wonen jullie toch gezellig!)
- Stearinlys skaber hygge. (Kaarsen zorgen voor gezelligheid.)
- På Juleaften breder hyggen sig i stuerne landet over. (Op kerstavond verspreidt gezelligheid zich in de huiskamers door het land.)
- Hyggesokker. (Gezelligheidssokken, het woord "hygge" als bijvoeglijk naamwoord.)